# Pont de Deyme
Le pont de Deyme est un pont à voûte du XVIIe siècle situé en France sur les communes de Deyme et de Pompertuzat dans la Haute-Garonne en région Occitanie.

## Géographie
Pont sur le canal du Midi situé sur la commune de Deyme en limite avec la commune voisine de Pompertuzat, à une quinzaine de kilomètres au sud-est de Toulouse, ce pont routier permet de relier les communes de Belberaud à Pompertuzat avec la route départementale D 94.

## Description
Pont à voûte en plein cintre typique de la fin du XVIIe siècle en briques rouges enjambant le canal du Midi.

## Histoire
Détruit le 12 avril 1814 par les troupes du maréchal Soult lors de sa retraite de la bataille de Toulouse en 1814. Il est ensuite reconstruit en 1821.
Il est inscrit au titre des monuments historiques par arrêté du 24 avril 1998.
Le pont est endommagé par un accident de circulation en mai 2016. La collision entre deux voitures a entraîné l'effondrement d'une partie de la rambarde du côté aval. Des travaux sont entrepris en 2019 pour remettre le pont en état.